# Artashar
Artashar (armensk:Արտաշար) er en by i Armavir provinsen i Armenien.

## Links
- Artashar på GEOnet Names Server (Webside ikke længere tilgængelig) (engelsk)
- Rapport om folketællingen i Armenien i 2001 på armensk